# Межзубные согласные
Межзубные (интердентальные) согласные — согласные, произносимые при расположении кончика языка между верхними и нижними передними зубами. Они отличаются от зубных согласных тем, что при произнесении последних язык находится напротив задней поверхности верхних резцов.
Межзубные можно записать так же, как двузубные (〈n̪͆〉), но чаще их записывают как продвинутые вперёд альвеолярные (〈n̟〉).
Межзубные согласные встречаются редко. Межзубные реализации зубных и альвеолярных возникают из-за индивидуальных особенностей речи или в результате аккомодации соседнему межзубному. Самым распространённым видом межзубных являются неассибилированные фрикативы (сибилянты бывают зубными, но не межзубными). По-видимому, межзубные не противопоставляются зубным ни в одном языке.
Звонкий и глухой межзубные спиранты [ð̟, θ̟] встречаются в американском английском в качестве начальных звуков в словах типа 'that' и 'thin'. В британском английском эти звуки более зубные [ð, θ].
Межзубный [l̟] встречается в некоторых вариантах итальянского и может возникать в некоторых разновидностях английского, хотя употребление его в английском недостаточно изучено.
В большинстве австралийских языков имеются серии "зубных" согласных, записываемых th, nh и (в некоторых языках) lh. Они всегда ламинальные (то есть произносимые передней частью языка, а не просто кончиком), но могут быть образованы одним из трёх способов, зависящим от языка, говорящего и тщательности произнесения:
1. Межзубные, при произнесении которых кончик языка виден между зубами, как и при произнесении th в американском английском;
2. Межзубные, при произнесении которых кончик языка находится за нижними зубами, так что передняя часть языка видна между зубами;
3. Денто-альвеолярные, при произнесении которых и кончик, и передняя часть языка соприкасаются одновременно с зубами и альвеолярным отростком, подобно французским t, d, n, l.